# Leandro Rodríguez
Leandro Rodríguez, vollständiger Name Leandro Joaquín Rodríguez Telechea, (* 19. November 1992 in Montevideo) ist ein uruguayischer Fußballspieler.

## Karriere
Der 1,79 Meter große Offensivakteur Rodríguez steht mindestens seit der Apertura 2012 im Kader des uruguayischen Erstligisten River Plate Montevideo. In den Spielzeiten 2012/13 und 2013/14 absolvierte er 24 Spiele (drei Tore) bzw. 23 Spiele (sieben Tore) in der Primera División. Zudem lief er in drei Partien (kein Tor) der Copa Sudamericana 2013 auf. In der Saison 2014/15 wurde er 23-mal (neun Tore) in der höchsten uruguayischen Spielklasse und viermal (ein Tor) in der Copa Sudamericana 2014 eingesetzt. Nach einem weiteren Ligaeinsatz (kein Tor) in der Apertura 2015 wechselte er im August 2015 zum englischen Erstligisten FC Everton. Der Transfer wurde durch die Grupo Casal in Verbindung mit seinem persönlichen Berater Humberto Schiavone abgewickelt.  Am 9. Januar 2016 debütierte er beim 2:0-Sieg im FA Cup gegen Dagenham & Redbridge in der Profimannschaft, als er in der 89. Spielminute für Aaron Lennon eingewechselt wurde. Ohne Ligaeinsatz in der Ersten Mannschaft wechselte er Mitte März 2016 für einen Monat auf Leihbasis zum FC Brentford. Dort lief er zweimal (kein Tor) in der Football League Championship auf. Mitte April 2016 kehrte er zu Everton zurück. Einen Premier-League-Einsatz konnte er weiterhin nicht vorweisen. Ende Januar 2017 wurde er sodann an den belgischen Verein Waasland-Beveren ausgeliehen. Spielzeit erhielt er auch dort nicht und kehrte am 1. Juli 2017 zum FC Everton zurück. Nur ein paar Wochen später wurde sein Wechsel zu Danubio FC zurück nach Uruguay bekannt gegeben.